# Brachypodium flexum
Brachypodium flexum är en gräsart som beskrevs av Christian Gottfried Daniel Nees von Esenbeck. Brachypodium flexum ingår i släktet skaftingar, och familjen gräs. Inga underarter finns listade i Catalogue of Life.